# Teldau
Teldau település Németországban, Mecklenburg-Elő-Pomeránia tartományban. Lakosainak száma 899 fő (2023. december 31.).

## Népesség
A település népességének változása:
| Lakosok száma | 1005 | 990  | 981  | 932  | 899  |
|               | 2017 | 2019 | 2021 | 2022 | 2023 |